# 위구태왕
위구태왕(尉仇台王, 생몰년 미상)은 부여의 왕으로 이름은 위구태(尉仇台)이다. 백제 건국 시조로 전하는 구태(仇台)와 동일한 행보를 보이고, 음운적으로 비슷한 우태(優台)와 관련성이 있을 것으로 추측하기도 한다.

## 즉위 이전
위구태의 선대는 알 수 없으며, 생몰년 또한 알 수 없다. 120년에 부여왕의 태자가 후한에 사신으로 왔는데, 이 태자의 이름이 위구태이다. 위구태는 후한 안제로부터 인수(印綬)와 금태(金綵)를 받고 돌아갔다. 122년에는 고구려·마한·예맥의 군사가 현도군에 쳐들어 오자, 부여에서 위구태를 보내 구원하도록 하였다. 이 이후로 오랫동안 위구태는 기록에 나타나지 않으며, 167년에 부여왕의 이름이 부태(夫台)였던 것으로 보아 원래 왕위 계승권에 가까웠으나 모종의 이유로 즉위가 늦춰진 것으로 보인다. 위구태는 구태와 닮았기 때문에 닮았다는 의미인 위(慰, 位와 통하는 것으로 봄)를 붙여 이름을 위구태라 지은 후손으로 보는 견해도 있다.

## 즉위 이후
2세기 후엽에 즉위한다. 후한 말기 요동의 군벌 공손탁이 선비 및 고구려 등의 이민족과 대립하자 부여는 공손탁의 세력과 유대하였다. 공손탁은 부여의 왕 위구태에게 종녀(宗女 : 조카딸)을 시집보내 혼인 동맹을 맺었다. 이후 위구태가 죽자 아들 간위거가 뒤를 이었다.

## 백제의 시조
《주서》 및 《북사》《수서》《책부원구(冊府元龜)》〈백제전〉은 백제의 시조를 구태(仇台)라 기록하고 있다. 구태는 위구태와 흡사한 이름이기 때문에 위구태와 관련이 있다고 보기도 한다. 이외에 구태를 고이왕의 이명(異名)으로 보아 위구태와 무관한 것으로 파악하는 견해도 있지만 고이왕은 234년 즉위해 189년경 재위한 위구태왕과는 확연한 차이가 있다는 점이 문제.

## 가족 관계
- 부왕 : 시왕(始王)
- 모후  : 미상
  - 왕후 : 공손탁의 종녀인 공손씨(公孫氏)
    - 아들 : 간위거왕(簡位居王)
      - 손자: 마여왕(麻余王)

## 같이 보기
- 백제 건국 설화
- 시조 구태설
- 공손탁(公孫度)
- 간위거왕(簡位居王)

## 참고 자료
- 서영대(徐永大), 〈위구태(尉仇台)에 대하여〉, 《한국역대인물 종합정보시스템》, 한국학중앙연구원
- 《후한서》〈동이전〉부여조[깨진 링크(과거 내용 찾기)]
- 《삼국지》〈동이전〉부여조[깨진 링크(과거 내용 찾기)]

| 전임 시왕 | 제?대 동부여 왕(후한서의 위구태) | 후임 부태왕 |

| 전임 부태왕 | 제?대 동부여 왕(삼국지의 위구태) | 후임 간위거왕 |